# Ataque aéreo a Kramatorsk de junho de 2023
Na noite do dia 27 de junho de 2023, por volta das 19:30, as Forças Armadas da Rússia lançaram dois mísseis balísticos 9K720 Iskander contra prédios civis em Kramatorsk. O principal alvo foi uma pizzaria que possuía em torno de 80 pessoas no recinto, entre comensais e trabalhadores. Treze pessoas perderam as vidas no massacre, incluindo a escritora Victoria Amelina, duas irmãs gêmeas de 14 anos de idade e uma jovem de 17 anos. Sessenta pessoas ficaram feridas. O outro míssil Iskander atingiu uma vila nos arredores da cidade, ferindo mais cinco.
A pizzaria era famosa e atraia vários tipos de pessoas: desde os moradores da vizinhança até correspondentes internacionais, além de soldados e pessoal de saúde servindo naquela região. Dentre os feridos estava o jornalista Héctor Abad Faciolince e o diplomata Sergio Jaramillo Caro.
A cidade de Kramatorsk estava a 24 quilômetros de distância da linha de frente à época, com o ataque acontecendo poucos dias depois de findada a rebelião do Grupo Wagner. O exército ucraniano veio a prender um homem suspeito de ter gravado um vídeo dos carros fora do restaurante e fornecido informação às forças russas.

## Reações
O Presidente dos Estados Unidos, Joe Biden, condenou os ataques e disse que o Putin se tornou um "pária ao redor do mundo". Denise Brown, Coordenadora Humanitária da ONU para a Ucrânia emitiu um comunicado descrevendo o ataque como "outro exemplo do nível inescusável de sofrimento que a invasão da Rússia está infligindo nas pessoas da Ucrânia".
A PEN Ucrânia e a organização Truth Hounds se referiram ao bombardeio como um crime de guerra, com a última sendo a instituição para a qual a autora Victoria Amelina fazia documentários relacionado a crimes de guerra. A PEN ucraniana disse: "Eles claramente sabiam que estavam atacando um lugar com muitos civis dentro". O editor de assuntos internacionais da Sky News, Dominic Waghorn, alegou que, uma vez que um míssil de alta precisão foi usado no ataque, "eles provavelmente sabiam no que estavam mirando".